# Variations saxophoniques
Les Variations saxophoniques sont un thème et variations pour quatuor de saxophones de la compositrice française Fernande Decruck, écrites en 1939.

## Structure
L'œuvre se compose de douze mouvements :
1. Andante espressivo
2. Stesso tempo, molto espressivo e sostenuto
3. Allegretto scherzando
4. Con flessibilita, senza rigore
5. Allegro moderato energico
6. Allegro ma non troppo
7. Lento espressivo (molto cantando)
8. Tempo flessibile e vivo di filatosa
9. Agitato e tumultuoso
10. Moderato e senza rigore, molto espressivo
11. Moderato senza Pentezza
12. Fugue – Allegro moderato con ritmo

## Discographie
- Fernande Decruck, Works by Fernande Decruck, Quatuor Ellipsos.